# La Vernelle
La Vernelle é uma comuna francesa na região administrativa do Centro, no departamento Indre. Estende-se por uma área de 17,3 km². Em 2010 a comuna tinha 752 habitantes (densidade: 43,5 hab./km²).